# موریوکا، ایواته

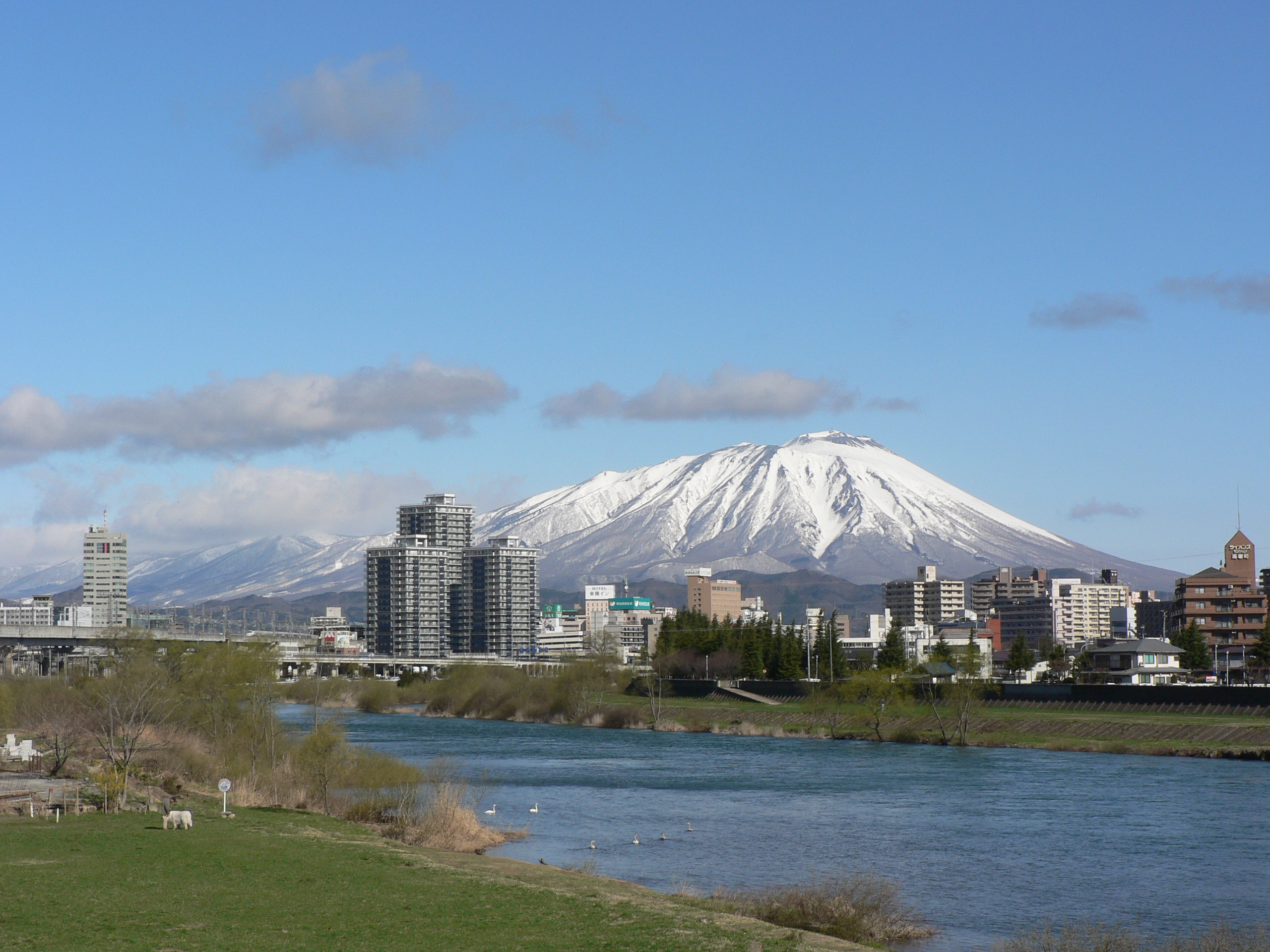
نمای عمومی شهر موریوکا.

موریوکا شهری است در کشور ژاپن. این شهر مرکز استان ایواته در جزیره هونشو است.
جمعیت این شهر در سال ۲۰۰۵  میلادی برابر ۳۰۰۰۰۰ نفر برآورد شده است.